# 글렌 로더
글렌 빅터 로더(Glenn Victor Roeder, 1955년 12월 13일 ~ 2021년 2월 28일)는 잉글랜드의 축구 선수 출신 감독이다. 최근 감독을 맡았던 팀은 노리치 시티이며, 선수로서 잉글랜드 B팀에 7경기 출장한 바 있다.

## 감독 경력
| 클럽                 | 국가     | 임기 시작        | 임기 만료       | 기록 | 기록 | 기록 | 기록 | 기록  |
| 클럽                 | 국가     | 임기 시작        | 임기 만료       | 경기 | 승   | 패   | 무   | 승률% |
| -------------------- | -------- | ---------------- | --------------- | ---- | ---- | ---- | ---- | ----- |
| 질링엄               | 잉글랜드 | 1992년 8월 1일   | 1993년 7월 9일  | 51   | 13   | 22   | 16   | 25.49 |
| 왓퍼드               | 잉글랜드 | 1993년 8월 1일   | 1996년 2월 20일 | 139  | 44   | 55   | 40   | 31.65 |
| 웨스트 햄 유나이티드 | 잉글랜드 | 2001년 5월 9일   | 2003년 8월 24일 | 86   | 27   | 36   | 23   | 31.39 |
| 뉴캐슬 유나이티드    | 잉글랜드 | 2006년 2월 2일   | 2007년 5월 6일  | 72   | 33   | 24   | 15   | 45.83 |
| 노리치 시티          | 잉글랜드 | 2007년 10월 30일 | 2009년 1월 17일 | 65   | 20   | 15   | 30   | 30.77 |